# 法怒德何
法怒德何（Fanuidhol），又稱雲頂（Cloudyhead）及矮人語稱為龐都夏瑟（Bundushathûr），是托爾金（J. R. R. Tolkien）小說中土大陸裡的虛構山峰。
法怒德何是迷霧山脈的其中一個山峰，矮人城市凱薩督姆（Khazad-dûm）之上三山峰的其中一個（另外兩個是卡蘭拉斯山及勒布迪爾）。